# スキー・マスク・ザ・スランプ・ゴッド
ストークリー・クレヴォン・ゴールバーン（Stokeley Clevon Goulbourne、1996年4月18日 - ）は、スキー・マスク・ザ・スランプ・ゴッド（Ski Mask the Slump God）のステージネームで知られるアメリカ合衆国のラッパーである。彼はXXXテンタシオンとの親交で最もよく知られており、2014年に彼と共にヒップホップ集団Members Onlyを結成した。

## 生い立ち
ストークリー・ゴールバーンことスキー・マスク・ザ・スランプ・ゴッドは1996年4月18日、フロリダ州フォートローダーデールで生まれた。彼はジャマイカ人の家系である。彼はバスタ・ライムス、ミッシー・エリオット、ウータン・クラン、リル・ウェインなどのアーティストを聴いて育った。両親は家でよくジャマイカの音楽をかけていたという。ゴールバーンの父親は「シン・シティ」というステージネームで活動するラッパーであり、息子に自身のラップ音楽の作詞に集中するようしばしば強要していた。2013年、ゴールバーンは「約10ドル相当のマリファナ」の所持で少年院に送られ、そこでXXXテンタシオンと出会った。2人は友人となり、釈放後は頻繁に楽曲でコラボレーションするようになった。

## キャリア

### 2014年–2017年：メインストリーム・デビュー
ゴールバーンが少年院から釈放された後、彼はXXXテンタシオンと共にラップグループ「Very Rare」を結成し、ストリーミングサービスSoundCloudで最初の楽曲「Catch Me」をリリースした。ゴールバーンは最終的にXXXテンタシオンの集団Members Onlyを共同で設立し、2015年にXXXテンタシオンとのコラボレーションミックステープ『Members Only Vol. 1』をリリースした。このミックステープは後に『Members Only, Vol. 2』、そして2017年6月26日に『Members Only, Vol. 3』へと続いた。
ゴールバーンはSoundCloudプラットフォームで、「Catch Me Outside」、「Where's the Blow」（リル・パンプ客演）、「Stunt!」（UnoTheActivist客演）、「Life Is Short」、「Like a Soccer Mom」、「Take a Step Back」、「BabyWipe」など複数のシングルをリリースした。ゴールバーンはローリング・ラウド・フェスティバルで2度パフォーマンスを行い、オフセット、リル・ヨッティ、エイサップ・ファーグ、リル・ピープ、デザイナー、デンゼル・カリーなどのアーティストと楽曲をリリースしている。また、ハイヤー・ブラザーズやキース・エイプといった88risingレーベルのアーティストともコラボレーションしている。ゴールバーンは、以前からお気に入りのプロデューサーだと公言していたティンバランドとも仕事をした。
2016年5月、ゴールバーンは初のミックステープ『Drown in Designer』をリリース。これには後にゴールド認定される「Take a Step Back」や「Where's the Blow」が収録されている。2017年6月、ゴールバーンはVictor Victor Worldwideとリパブリック・レコードからデビュー商業ミックステープ『You Will Regret』をリリースした。

### 2018年–現在：『Stokeley』、『Sin City The Mixtape』、『11th Dimension』
2018年5月、ゴールバーンは3枚目のミックステープ『Beware the Book of Eli』をリリースし、シングル「DoIHaveTheSause?」が収録された。同年6月、『XXL』の「2018 Freshman Class」の一人に選ばれた。2018年11月30日、ゴールバーンはデビュー・スタジオ・アルバム『Stokeley』をリリース。これには「Faucet Failure」やジュース・ワールドを客演に迎えた「Nuketown」といった楽曲が収録されている。アルバムは『ビルボード200』チャートで6位を記録した。
『Stokeley』の成功後、ゴールバーンは2019年にシングル「Carbonated Water」を1曲のみリリースした。2020年7月、シングル「Burn the Hoods」をリリカル・レモネードでミュージックビデオと共にリリース。同時に、セカンドアルバムが同年中にリリースされることを発表したが、アルバムはリリースされなかった。ゴールバーンは、より多くの音楽を世に送り出す予定であると述べている。
2021年5月、ゴールバーンは6月にリリース予定のミックステープ『Sin City The Mixtape』を発表した。彼は6月25日に『Sin City』をリリースした。
2023年11月21日、ゴールバーンはセカンド・スタジオ・アルバム『11th Dimension』を発表し、「もうすぐリリースされる」と述べた。

## 音楽性
ゴールバーンは、自身の音楽制作に最も影響を与えたのはバスタ・ライムス、ミッシー・エリオット、チーフ・キーフであると語っている。また、主要な音楽的影響は特にないと述べており、「ラップ、ロック、クラシック、ヘヴィメタル…あらゆるジャンルを聴く。時にはアデルも聴く」と語っている。

## 私生活
2018年6月時点で、ゴールバーンはジョージア州アトランタに住んでいる。彼は2018年3月に手術が必要な心臓病を患っていた。

### 親交

#### XXXテンタシオン
ゴールバーンは、ラッパーとして活動を始める前からXXXテンタシオンと親友だった。彼らは2013年に少年院で出会った。ゴールバーンはAdam22とのインタビューで、Xの刑事告発に驚いたと語っている。服役中、Xはゴールバーンに様々なラップのケイデンスを教えた。釈放後、2人は不法侵入を目的として会ったが、代わりに一緒に音楽をリリースし始めた。2人は集団Members Onlyを結成した。2017年、ゴールバーンとXXXテンタシオンはクレイグ・Xenと共に「The Revenge Tour」を行ったが、XXXテンタシオンのいとこが銃撃されたことでツアーは延期された。2017年後半までに、2人は袂を分かち、それぞれのプロジェクトに取り組み始めた。
2018年のローリング・ラウド・マイアミ・フェスティバルで、ゴールバーンとXXXテンタシオンは再会し、友情を再確認した。2018年6月18日、XXXテンタシオンは殺害された。ゴールバーンはInstagram Live中に親友の死を知り、涙ながらにファンに彼の死を伝えた。

#### ジュース・ワールド
2018年初頭、ゴールバーンは新進気鋭のラッパージュース・ワールドと親交を深めた。2人は楽曲「Nuketown」でコラボレーションし、これはゴールバーンにとって『ビルボード・ホット100』で最高位を記録した曲となった。2人は『Evil Twins』というミックステープを制作中であると発表されたが、プロジェクトはリリースされなかった。2019年、ジュース・ワールドのセカンドアルバムのリリース後、2人はリリカル・レモネードのコール・ベネットと共に「Death Race for Love Tour」を行った。
2019年12月8日、ジュース・ワールドはオピオイドによる発作で亡くなった。ゴールバーンは彼の死のニュースに感情的に反応した。ゴールバーンはその月の後半に行われたジュース・ワールドの葬儀に参列した。

#### その後
18ヶ月の間に2人の親友を亡くしたことは、ゴールバーンに大きな影響を与えた。XXXテンタシオンの死後、ゴールバーンは自身のコンサートで何度も彼を追悼した。ゴールバーンは、あるショーでXXXテンタシオンの息子であるゲキューム・オンフロイと初めて直接会った。ジュース・ワールドの早すぎる死の後も、ゴールバーンはローリング・ラウドでジュース・ワールドとXXXテンタシオンを追悼し続けている。

## ディスコグラフィ
スタジオ・アルバム
- 『Stokeley』（2018）
- 『11th Dimension』（2024）

## フィルモグラフィ
| 年   | タイトル                   | 役名 | 備考             | Ref.                 |
| ---- | -------------------------- | ---- | ---------------- | -------------------- |
| 2018 | The After Party            | 本人 | カメオ出演       |                      |
| 2021 | Juice WRLD: Into the Abyss | 本人 | ドキュメンタリー | [ 52 ]               |
| 2022 | Look at Me                 | 本人 | ドキュメンタリー | [ 53 ] [ 54 ] [ 55 ] |
| 2026 | Rolling Loud               | 未定 | 撮影中           |                      |